# Filip II., kralj Francuske
Filip II. August (21. kolovoza 1165. – Mantes-la-Jolie, 14. srpnja 1223.) bio je francuski kralj 1180. – 1223. Filip je bio sin kralja Luja VII. i njegove supruge Adele Šampanjske.
U trenutku smrti oca Luja Filip II. ima samo 15 godina i vrlo jasne ideje o upravljanju državom. U svom prvom ratu s doživotnim neprijateljem Henrikom II., kraljem Engleske, Filip ostvaruje pobjedu prisiljavajući protivnika na potpisivanje ponižavajućeg mira 1189. godine. Samo dva dana nakon potpisivanja slomljeni, poraženi kralj umire od srčanog udara.
Godine 1191., zajedno s Rikardom Lavljeg Srca, novim engleskim kraljem, Filip kreće na križarski pohod. Ta ekspedicija završava tako da se Filip brzo vraća kući i objavljuje rat Engleskoj dok je suparnički kralj još uvijek u Svetoj Zemlji. Takve situacije su se cijelom njegovom vladavinom ponavljale. Izdajnički bi napao Englesku, oteo teritorij, a onda predložio mir na novo postavljenoj granici.
Sa svojom agresivno-prevarantskom politikom teritorij Engleske u Francuskoj je Filip II. smanjio s gotovo 50 na samo 10 posto ostavivši 14. srpnja 1223. svom sinu Luju VIII. zemlju sa sigurnom budućnošću. Bez obzira na način ostvarivanja svojih zamisli Filip II. je bio kralj koji je veoma zadužio buduće francuske generacije i bez koga ove zemlje danas možda ne bi niti bilo. U vojnom pogledu kao vrhovni vojni zapovjednik ovaj kralj je postigao uspjeh koji niti jedan drugi francuski državnik nije uspio. 

## Poveznice
- Popis francuskih vladara

| Prethodnik:              | Kralj Francuske | Nasljednik:               |
| Luj VII. (1137. – 1180.) | Kralj Francuske | Luj VIII. (1223. – 1226.) |